# Kotlina Valné
Kotlina Valné byla přírodní památka v okrese Prachatice. Nachází se na Šumavě, v pramenné oblasti potoka Valná, zhruba 5 km zjz. od městyse Strážný, v prostoru zaniklé vesnice Dolní Světlé Hory a jižně až jihozápadně od ní. Je součástí národního parku Šumava. Důvodem ochrany jsou tři menší horská rašeliniště v pramenné oblasti Valné porostlá březinami a podmáčenými smrčinami, tvořící s okolními mezofilními loukami dobře zachovalý komplex přirozené rašeliništní a mokřadní vegetace s druhově početným souborem vzácných a ohrožených rostlin a živočichů (suchopýrek alpský).
Přírodní památka byla 15. ledna 2017 zrušena a nadále je chráněna jako první zóna národního parku Šumava.